# Plaques de matrícula de Txèquia

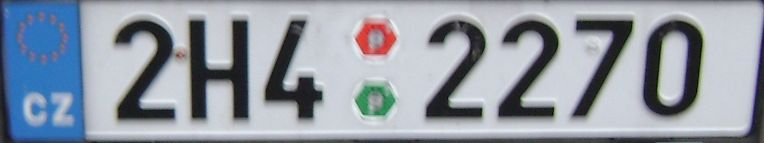
Matrícula actual amb el codi de Hradec (H).

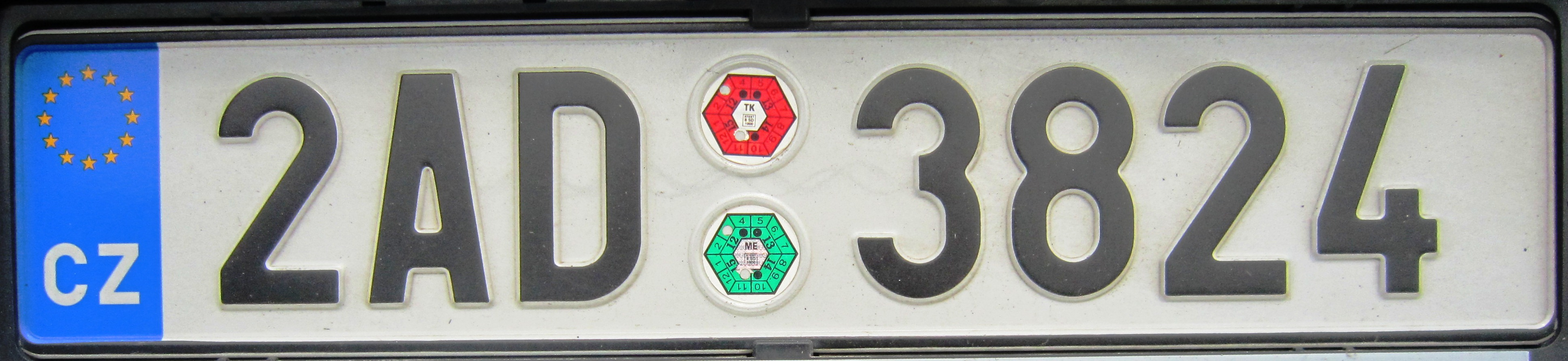
Model amb el codi de Praga (A) posterior al 2009 el qual porta afegida una lletra més.

Les plaques de matrícula dels vehicles de Txèquia segueixen un sistema introduït a partir del juliol de 2001 i format per un primer grup de dues xifres i una lletra en la que la lletra indica el codi de procedència del vehicle, seguit de quatre xifres (per exemple, 1A2 1234). El format, des del 2004 amb l'adhesió a la Unió Europea és el comú a la resta de plaques de la Unió Europea, pel que també porta la secció blava a l'extrem esquerre amb les estrelles en cercle de la UE i el codi internacional del país, CZ. Els caràcters són negres sobre un fons blanc.
El 2009, Praga (codi A) i la regió de Bohèmia Central (codi S) van arribar al màxim de combinacions possibles, pel que es va substituir la segona xifra del primer grup per una lletra, passant a un format de matrícula tipus 1AB 1234. A principis d'estiu de 2014 s'hi afegiren la Moràvia Meridional (codi B) i Moràvia-Silesia (codi T) al novembre, i a l'abril de 2019 la regió d'Ústí nad Labem (codi U). Tots dos tipus de matrícules continuen sent vàlids.
A mitjans de 2023, les de noves matrícules emeses a la regió de Praga (codi A) van afegir una lletra a l'inici del segon grup de xifres, passant a ser de 1AB C123.

## Tipografia
Tipografia basada en la DIN 1451 amb molt poques diferències:
- El número 7 sense pal a la part superior esquerra.
- El número 5 amb el pal vertical més llarg.

## Codificació

Mapa de localització del codis actuals..

La següent taula mostra la codificació de les 14 regions (en txec: kraj) en què es divideix el país.
| Codi   | Regió                           | Nom en txec          |
| ------ | ------------------------------- | -------------------- |
| A      | Praga                           | Praha                |
| B      | Moràvia Meridional              | Jihomoravský kraj    |
| C      | Bohèmia Meridional              | Jihočeský kraj       |
| E      | Pardubice                       | Pardubický kraj      |
| H      | Hradec Králové                  | Královéhradecký kraj |
| J      | Vysočina                        | Kraj Vysočina        |
| K      | Karlovy Vary                    | Karlovarský kraj     |
| L      | Liberec                         | Liberecký kraj       |
| M      | Olomouc                         | Olomoucký kraj       |
| P      | Plzeň                           | Plzeňský kraj        |
| S      | Bohèmia Central                 | Středočeský kraj     |
| T      | Moràvia i Silèsia               | Moravskoslezský kraj |
| U      | Ústí nad Labem                  | Ústecký kraj         |
| Z      | Zlín                            | Zlínský kraj         |
| Xifres | Vehicles militars i diplomàtics |                      |

## Tipus

### Personalitzades
Des del 2017, es poden utilitzar plaques personalitzades prèvia sol·licitud i amb el pagament d'una tarifa especial de 5.000 CZK (uns 200 €) per placa, és a dir, per a un cotxe costaria 10.000 CZK i per a una motocicleta 5.000 CZK. Aquestes hand e tenir el format de 3 caràcters, un espai i 5 caràcters, és a dir, un caràcter més que les plaques normals; i han de contenir almenys una xifra (ex. ABC DE1FH). Les lletres G, CH, O, Q i W no es poden utilitzar i no poden contenir paraules abusives o ofensives.

### Diplomàtiques
Els vehicles diplomàtics porten unes plaques amb caràcters blaus sobre un fons blanc. La numeració es compon de tres xifres seguides de les lletres CD (Corps Diplomatique) i dues xifres més (ex. 123 CD12).

### Històriques
El vehicles històrics porten unes plaques amb caràcters verds sobre un forns blanc. La numeració es compon de la lletra V, per indicar que és un vehicle històric, seguida de quatre xifres (ex. V 1234)

### Exportació
Els vehicles destinats a l'exportació són iguals que la de la resta de vehicles, però la combinació està formada per una lletra, dues xifres, dues xifres més i una lletra (ex. A12 34B). A la part dreta de la matrícula hi ha una franja vermella que indica la data de caducitat de la matrícula.

### Militars
Els vehicles militars mantenen el sistema de matrícula de l'antiga Txecoslovàquia, encara que l'aspecte visual ha estat retocat diverses vegades des de la seva dissolució. El sistema es compon de tres xifres seguides de quatre xifres separades per un guió (ex. 123 45-67). Els vehicles de les forces armades i la policia militar tenen el fons en blanc, mentre els vehicles d'emergència tenen el fons groc.

## Història

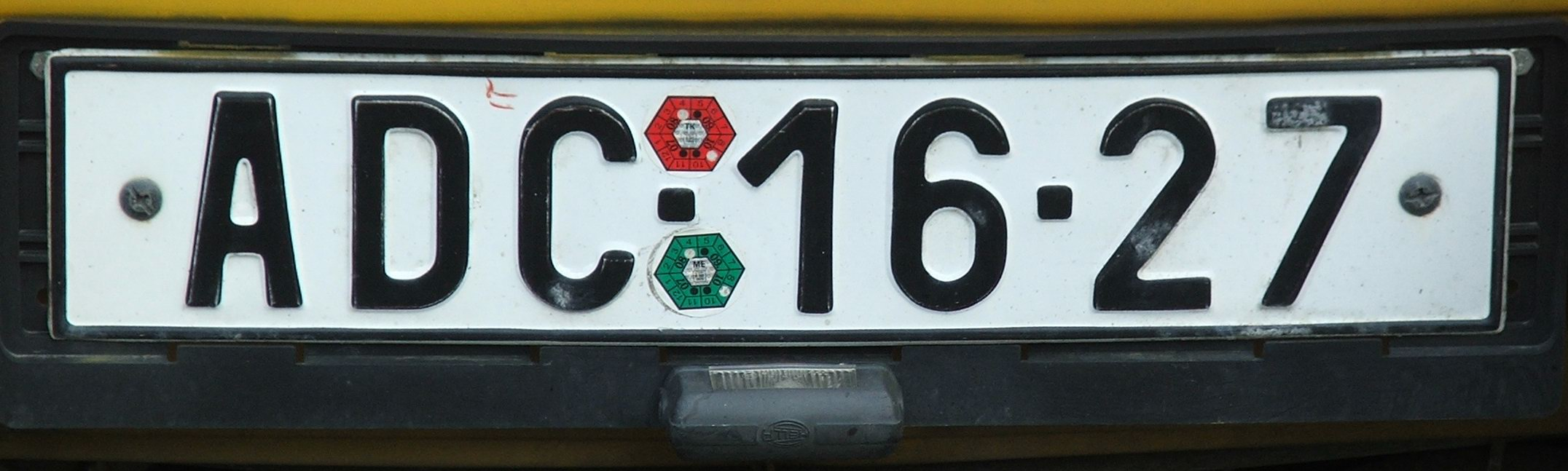
Model de matrícula anterior al 2001 amb codi de Praga (A).

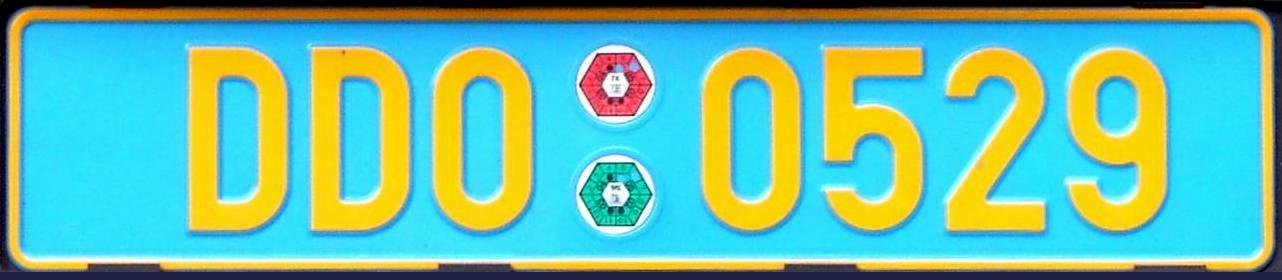
Matrícula diplomàtica de l'antiga Txecoslovàquia.

### 1932-1938
El sistema introduït a partir del 1932 a l'antiga Txecoslovàquia es componia d'una lletra que indicava la regió de procedència del vehicle i de cinc xifres separades en dos grups (per exemple, A-12-345). Els caràcters eren blancs sobre un fons negre.
A partir del 1939 s'eliminà el guinet que separava les xifres i es canvià el color dels caràcters, passant a ser negres sobre fons blanc (per exemple, A-12345)

### 1960-2002
A partir de 1960 es va substituir l'anterior sistema per un de nou que permetia l'assignació regional per mitjà dels districtes (en txec, okres) consistent en dues (o tres) lletres seguides de quatre xifres separades en dos grups (per exemple, AA-12-34). El 1986 es va modificar lleugerament eliminant el guinet entre el codi de districte i les xifres.
El 1993, després de la separació de Txecoslovàquia en els dos estats de Txèquia i Eslovàquia, Txèquia continua utilitzant el mateix sistema fins al juliol del 2001 amb lleugeres modificacions.
La següent taula mostra la codificació en districtes utilitzada durant aquest període:
| Codi       | Districte        | Codi     | Districte          | Codi         | Districte         | Codi    | Districte           | Codi     | Districte        |
| ---------- | ---------------- | -------- | ------------------ | ------------ | ----------------- | ------- | ------------------- | -------- | ---------------- |
| BB, BC     | Banská Bystrica  | HO       | Hodonín            | LM           | Liptovský Mikulaš | PX      | Povážská Bystrica   | SU       | Šumperk          |
| BJ         | Bardejov         | HK, HR   | Hradec Králové     | LT           | Litoměřice        | AB', AZ | Praha               | TA       | Tábor            |
| BN         | Benešov          | HN       | Humenné            | KT           | Klatovy           | PH, PY  | Praha-východ        | TC       | Tachov           |
| BE         | Beroun           | CH       | Cheb               | KV           | Karlovy Vary      | PZ, PC' | Praha-západ         | TP       | Teplice          |
| BK         | Blansko          | CV       | Chomutov           | LB           | Liberec           | PT      | Prachatice          | TO       | Topolčany        |
| BA, BL,BT  | Bratislava-město | CR       | Chrudim            | ME           | Mělník            | PO      | Prešov              | TV       | Trebišov         |
| BH, BY     | Bratislava-okres | JN       | Jablonec nad Nisou | MI           | Michalovne        | PD      | Prievidza           | TN       | Trenčín          |
| BM, BS, BZ | Brno-město       | JE       | Jaseník⁷           | MB           | Mladá Boleslav    | PV      | Prostějov           | TT       | Trnava           |
| BO, BI     | Brno-okres       | JC       | Jičín              | MO           | Most              | PR      | Přerov              | TU       | Trutnov          |
| BR         | Bruntál          | JI       | Jihlava            | NA           | Náchod            | PB      | Přibram             | TR       | Třebíč           |
| BV         | Břeclav          | JH       | Jindřichův Hradec  | NR, (NI)     | Nitra             | RA      | Rakovník            | UH       | Uherské Hradiště |
| CA         | Čadca            | KV, (KR) | Karlovy Vary       | NZ           | Nové Zámky        | RS      | Rimavská Sobota     | UL, US   | Ústí nad Labem   |
| CL         | Česká Lípa       | KI, KA   | Karviná            | NJ           | Nový Jičín        | RO      | Rokycany            | UO       | Ústí nad Orlici  |
| CB, CE     | České Budějovice | KD, KL   | Kladno             | NB           | Nymburk           | RV      | Rožňava             | VK       | Velký Krtíš⁴     |
| CK         | Český Krumlov    | KT       | Klatovy            | OC, OL, (OM) | Olomouc³          | RK      | Rychnov nad Kněžnou | VV       | Vranov⁴          |
| DC         | Děčín            | KO       | Kolín              | OV, OT, (OS) | Ostrava³          | SM      | Semily              | VS       | Vsetín           |
| DK         | Dolný Kubín      | KN       | Komárno            | PA, PU       | Pardubice         | SE      | Senica              | VY       | Vyškov           |
| DO         | Domažlice        | KE       | Košice-mesto¹      | PE           | Pelhřimov         | SO      | Sokolov             | ZL       | Zlín⁶            |
| DS         | Dunajská Streda  | KS       | Košice-okres¹      | PI           | Písek             | SN      | Spišská Nová Ves    | ZN       | Znojmo           |
| FM, (FI)   | Frýdel-Místek    | KM       | Kroměříž           | PJ           | Plzeň-jih         | SL      | Stará Lubovňa⁴      | ZV       | Zvolen           |
| GA         | Galanta          | KH       | Kutná Hora         | PM, PN       | Plzeň-město       | ST      | Strakonice          | ZR       | Žďár nad Sázavou |
| GV, GT     | Gottwaldov²      | LV       | Levice             | PS           | Plzeň-sever       | SK      | Svidník⁴            | ZH       | Žiar nad Hronom  |
| HB         | Havlíčkův Brod   | LB, LI   | Liberec            | PP           | Poprad            | SY      | Svitavy             | ZA, (ZI) | Žilina³          |

```
¹ Les sèrie 
KE
 i 
KS
 originalment assignats al districte de Kosice districte, es varen dividir en Kosice-ciutat i Kosice-comtat el 1968.
² Entre 1990 i 1992 es portà a terme el canvi de les sèries 
GV
 i 
GT
 per la 
ZL
.
³ La sèrie 
OS
 no es va utilitzar fins al 2000.
⁴ Des de 1968.
⁵ Des de 1969.
⁶ Des de 1990.
⁷ Des de 1996.
```